# Upper Denby (Kirkburton)
Upper Denby – osada w Anglii, w hrabstwie West Yorkshire, w dystrykcie Kirklees. Leży 9,1 km od miasta Huddersfield, 18,4 km od miasta Leeds i 259,2 km od Londynu. Upper Denby jest wspomniana w Domesday Book (1086) jako Denebi.